# Deraeocoris cerachates
Deraeocoris cerachates är en insektsart som beskrevs av Philip Reese Uhler 1894. Deraeocoris cerachates ingår i släktet Deraeocoris och familjen ängsskinnbaggar. Inga underarter finns listade i Catalogue of Life.